# Åkermarkskalkning

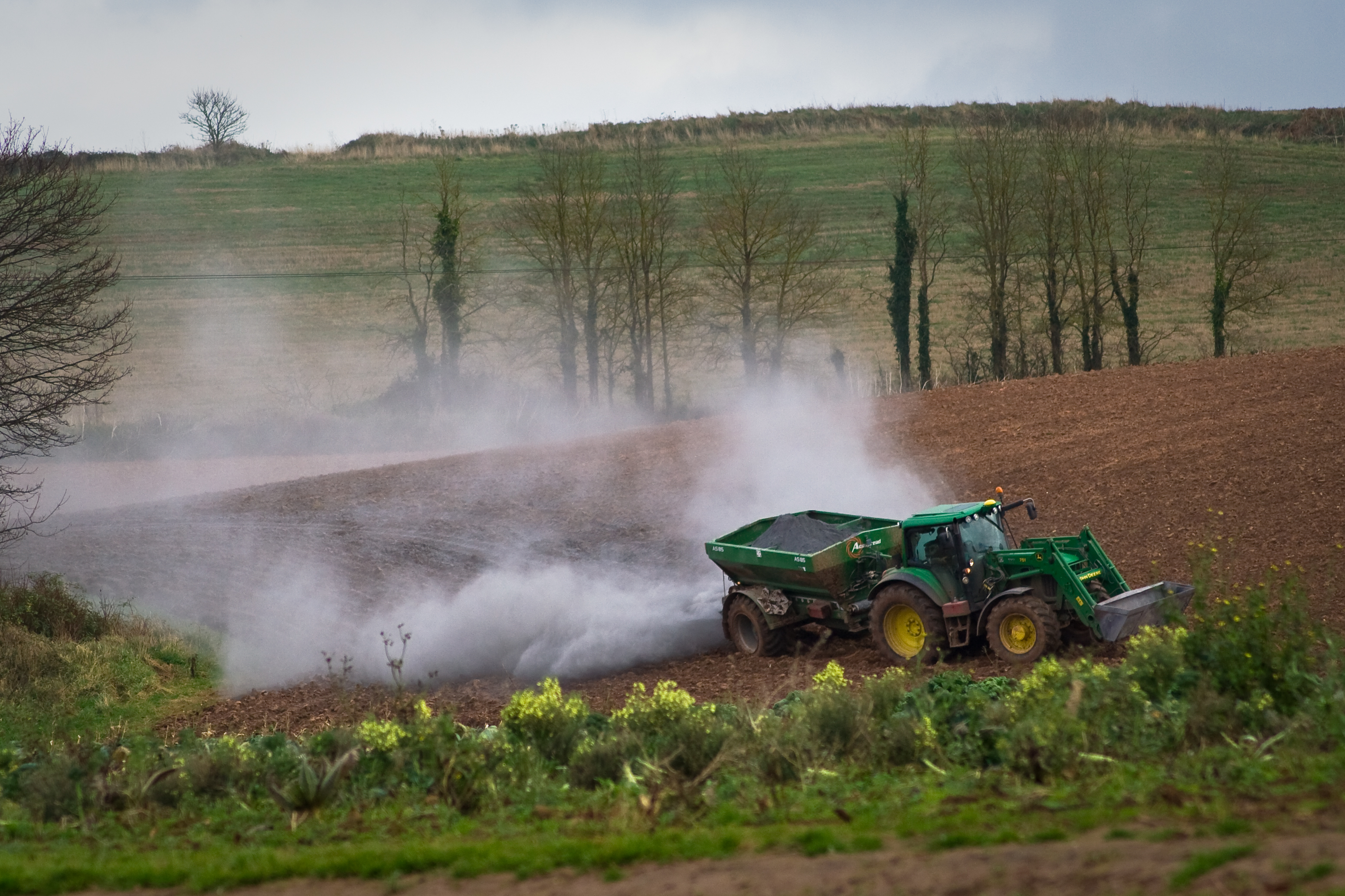
Kalkning av åker i Devon.

Åkermarkskalkning innebär att kalk sprids på åkermark för att höja pH-värdet och motverka markens naturliga försurning. Ofta eftersträvas ett pH-värde från 5,0 till 6,5 och en basmättnadsgrad på ca 70 %, för att erhålla ett optimalt växtnäringsupptag för grödan vid användning av mineralgödsel. Vid användning av organiskt gödsel bör man istället eftersträva ett pH-värde runt 5 till 5,5.

## Olika kalktyper
Vid åkermarkskalkning kan tre olika typer av kalk användas, nämligen kalksten, släckt kalk och bränd kalk. Vill man även ha en magnesium-effekt, kan man också använda dolomit. 

### Kalksten
Kalkstenen kan antingen vara krossad eller finmald. Ju finare material som används, desto snabbare kommer kalkeffekten. Kalksten ger dock låg effekt på markstrukturen som visar sig först efter flera år. 
Kalkstenen (CaCO3) är den klart billigaste och således den helt dominerande kalktypen på marknaden. Släckt kalk kostar ca 8 gånger mer per ekvivalent CaO.

### Släckt kalk
Släckt kalk ger både en mycket snabb och effektiv förbättring av markstrukturen på främst styvare lerjordar. På lättare jordar märks ingen tydlig strukturförbättring, varför släckt kalk här får anses som bortkastade pengar.

## Bestämning av kalkbehovet
För att bestämma åkermarkens kalkbehov, tas jordprov som analyseras på basmättnadsgrad och katjonbyteskapacitet. Finns sulfid i marken, måste även sulfidmängden bestämmas. Med hjälp av dessa data kan sedan kalkbehovet bestämmas.

## Spridning
Själva åkermarkskalkningen utförs av specialiserade entreprenörer. Precisionsspridning av kalk med GPS är en viktig del i precisionsodlingen, men det fordar också att platserna för jordprovtagningen också mäts in med GPS. 

## Problem med kalkning
- Kalkning och höga kalciumhalter i jorden ökar risken för brist på vissa makro- och mikronäringsämnen för växter. [3]
- Det finns studier som både visar på ett ökat och minskat upptag av kadmium till växter efter kalkning. [3]
- Högt pH-värde kan ge sämre skörd, missväxt och sämre näringsupptagning av bor, koppar, järn, kobolt, mangan, nickel och zink.[2]
- Kalkning vid redan höga kalcium halter i jorden, minskar kraftigt upptagningen av magnesium i plantorna. [2]

## Skogsmarkskalkning
Det har pågått försök med kalkning av skogsmark i närmare 100 år. Det är omdiskuterat om det har någon effekt på tillväxten. Skogsmarkskalkning är inte samhällsekonomiskt lönsamt.